# Bakpoeder

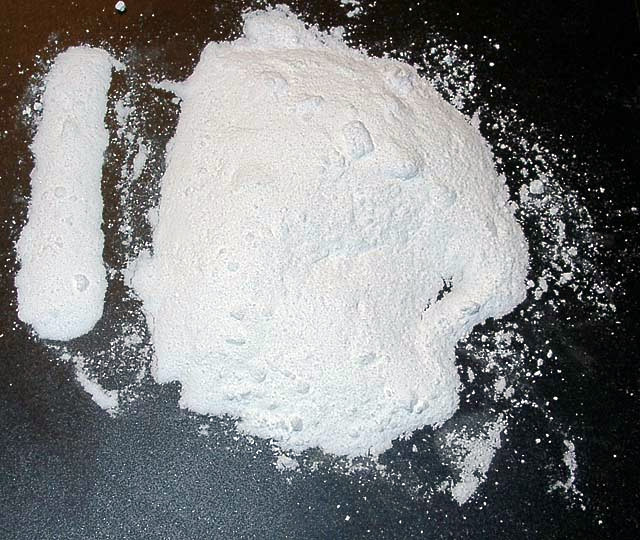
Bakpoeder

Bakpoeder is een chemisch middel dat aan het beslag wordt toegevoegd om het volume te laten toenemen. Het wordt vooral gebruikt voor banketproducten zoals cakes of sloffendeeg. 
Bakpoeder bevat meestal alleen een carbonaat en een zuur. Bij toevoeging van water aan het carbonaat en het zuur ontstaat onder andere koolzuurgas, dat voor het rijzen zorgt.
Doordat er geen andere geur- en smaakstoffen gevormd worden, zoals bij gist wel het geval is, zal de smaak van het gebakken product niet veranderen, afgezien van een hoeveelheid zout die in het deeg achterblijft.
Bakpoeder bestaat meestal uit gelijke hoeveelheden dubbelkoolzure soda (natriumwaterstofcarbonaat (NaHCO3)) en citroenzuur of wijnsteen. Als aan bloem bakpoeder wordt toegevoegd verkrijgt men zelfrijzend bakmeel.
De reactievergelijking is:
{\displaystyle {\ce {NaHCO3(aq) + H+(aq) -> Na+(aq) + CO2(g) + H2O}}}